# Stemmadenia donnell-smithii
Tabernaemontana donnell-smithii là một loài thực vật có hoa trong họ La bố ma. Loài này được (Rose ex J.D.Sm.) Woodson miêu tả khoa học đầu tiên năm 1928.